# Puddeloven

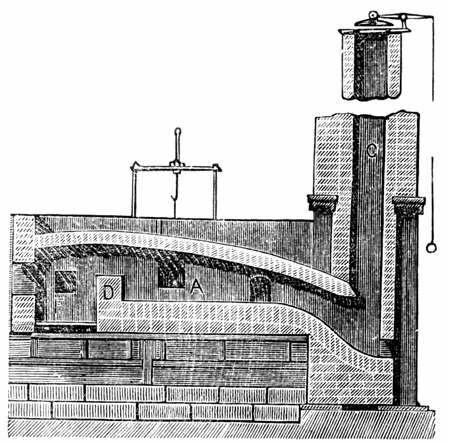
Schema van een puddeloven.

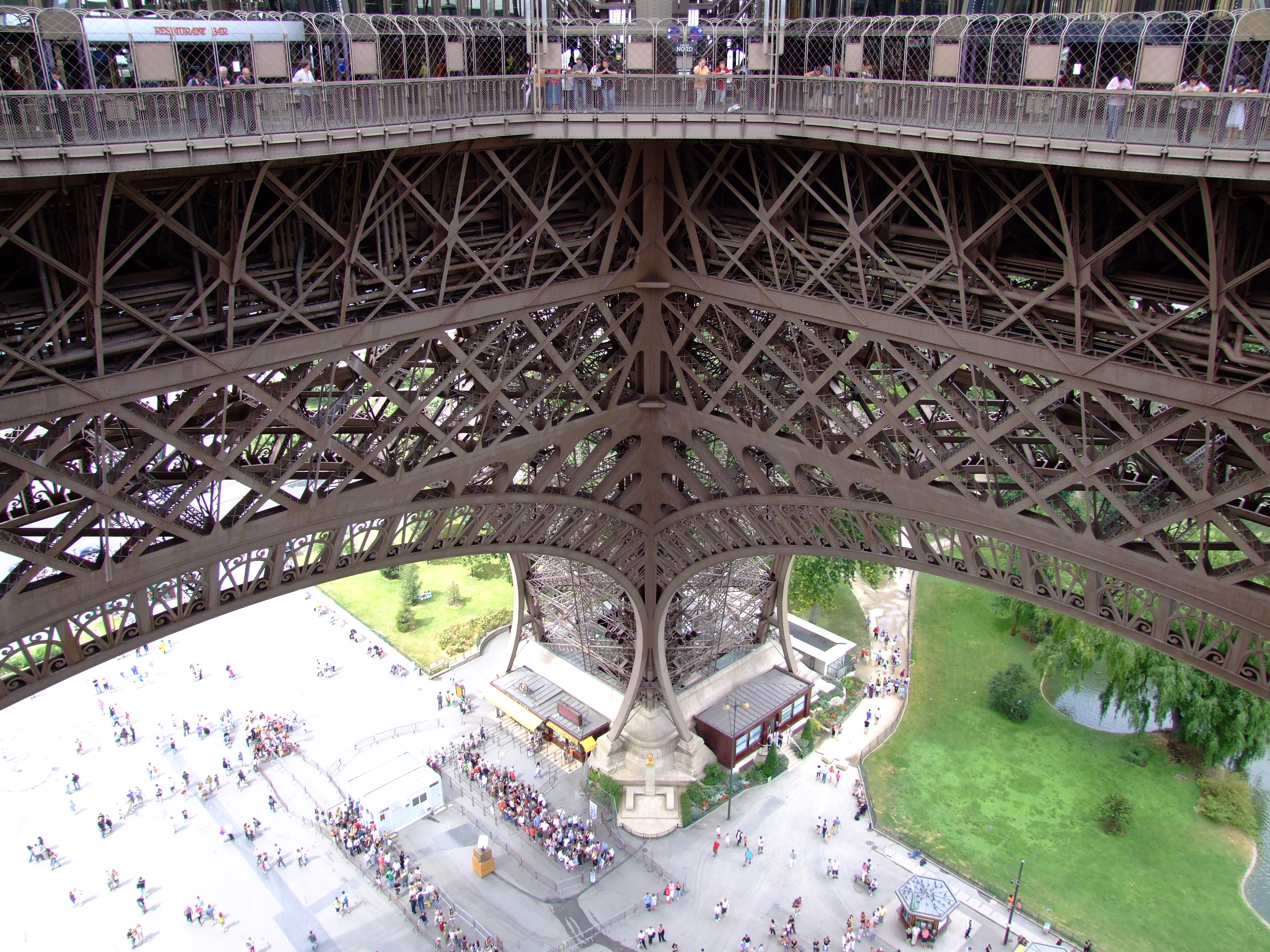
De Eiffeltoren is gemaakt uit puddelijzer

Een puddeloven is een liggende vlamoven waarmee smeedijzer of staal uit gietijzer kan worden bereid. Het proces heet: puddelen en het product heet puddelijzer of welijzer.
De puddeloven werd uitgevonden door Henry Cort in 1783. In deze oven werd het ijzer door een eroverheen strijkende vlam zodanig verhit dat het ijzer -zonder te smelten- tot een deegachtige massa werd. De oven werd verhit met steenkool zodat gebruik van het steeds schaarser wordende houtskool kon worden vermeden, zoals dat voordien in de Frischhaard plaatsvond.
Het door de oven bereide product moest nog van slak worden ontdaan door het te smeden.
Het door Cort ontwikkelde procedé werd dry puddling genoemd. Dit in tegenstelling tot het wet puddling-procedé, dat door Joseph Hall in 1839 werd ontwikkeld. Hierbij werd schroot, en later ijzerschilfers, toegevoegd. Hierdoor verliep het procedé heftiger en daarmee ook efficiënter.
De bereiding van puddelstaal, dat een lager koolstofgehalte kent dan smeedijzer, was pas mogelijk sinds 1835 en vond sinds omstreeks 1850 op industriële schaal plaats. Deze methode heeft echter geen hoge vlucht genomen, daar weldra andere staalbereidingsmethoden, zoals het Bessemerprocedé, dat in 1855 gepatenteerd werd. De Eiffeltoren is van puddelstaal gebouwd.

Slakken (zwarte delen) zijn duidelijk zichtbaar in de microstructuur van het puddelijzer na smeden
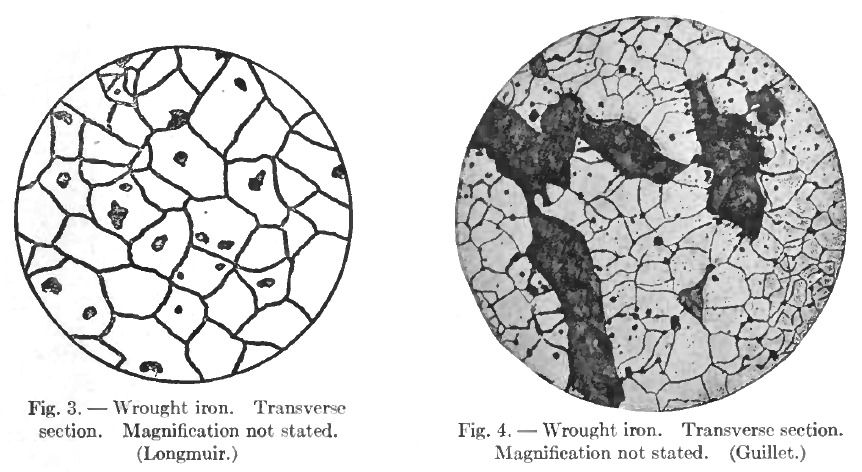
Transversale richting
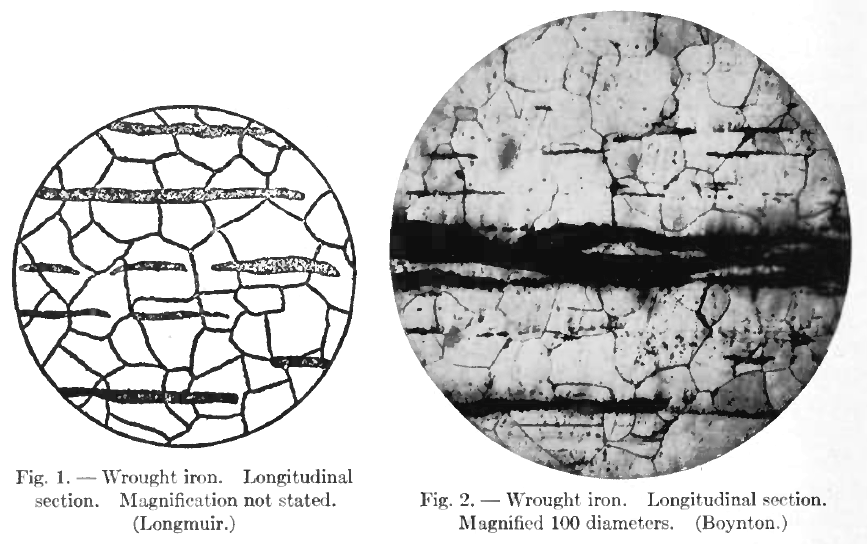
Longitudinale richting